# Zapalnik denny

Pocisk przeciwpancerny 7,5 cm Pzgr. 1939 z zapalnikiem dennym (oznaczonym nr. 1)

Zapalnik denny – zapalnik uderzeniowy.
Zapalnik ten wkręcany jest w denną część pocisku. Mają zastosowanie w pociskach przeciwpancernych, przeciwbetonowych i burzących dużego kalibru.